# Dreamlover
Pour les articles homonymes, voir Dream Lover.
Singles de Mariah Carey
If It's Over
(1992) Hero
(1993)
Dreamlover est une chanson de l'artiste américaine Mariah Carey, premier single de l'album Music Box (1993), sortie le 27 juillet 1993 sous le label Columbia Records. Elle est écrite et produite par Dave Hall, Walter Afanasieff et Carey. La chanson utilise un échantillon de Blind Alley par The Emotions. Dreamlover aide Carey à s'intégrer au monde de la musique pop, un choix dû à l'accueil mitigé de son album Emotions (1991) qui avait des influences gospel et soul. Les paroles évoquent une personne qui cherche un amoureux parfait qui la ferait rêver la nuit et ne la tromperait pas avec de faux espoirs.
Dreamlover reçoit généralement des critiques positives, la plupart se focalisant sur l'échantillon et sur le style vocal insouciant de Carey. La chanson devient l'un des plusieurs premiers singles à échantillonner de vieilles chansons comme Fantasy (1995), Honey (1997) ou Heartbreaker (1999). Elle rencontre du succès et devient le septième numéro un de Carey aux États-Unis pendant huit semaines. Elle est aussi numéro un au Canada et atteint le top 10 en Australie, en Nouvelle-Zélande, aux Pays-Bas et au Royaume-Uni.
Carey interprète Dreamlover lors de plusieurs émissions télévisées comme The Arsenio Hall Show, Top of the Pops au Royaume-Uni et Music Fair au Japon. En 1999, après la sortie de Rainbow, Carey l'interprète dans l'émission Mariah Carey Homecoming Special au The Today Show. De plus, Dreamlover fait partie de la plupart de ses tournées depuis Music Box Tour (1993). La chanson est incluse dans les compilations Number 1's (1998) et Greatest Hits (2011).
Le clip est réalisé par Diane Martel dans un endroit secret de l'état de New York en août 1993. On la voit tantôt gambader dans un champ de fleurs avec son chien Jack, tantôt nager dans un étang, tantôt voler dans une montgolfière et tantôt danser avec des hommes torses nus. Selon Chris Nickson, le décor insouciant du clip s'harmonise bien avec l'instrumentation de la chanson. Grâce à la forte promotion de la chanson à la radio, le clip reçoit beaucoup de diffusions sur les chaînes musicales durant l'été 1993.

## Genèse
En 1989, Mariah Carey est remarquée par Tommy Mottola, chef de Columbia Records et signe rapidement un contrat avec le label. Son premier album, publiée l'année suivante, est un ré-enregistrement des chansons qu'elle a écrites avec son ami Ben Margulies lorsqu'elle était à l'université. Sept chansons sont choisies depuis les démos et quatre autres sont écrites. Elles sont produites par Carey et un panel de producteurs. Cet album reçoit de bonnes critiques qui le considèrent comme une entrée adulte et saluent le mélange des styles pop, R&B et soul. L'album rencontre du succès et se vend à quinze millions d'exemplaires dans le monde,.
Alors que l'album connaît un fort succès, Carey commence à s'intéresser à d'autres genres pour son second album, Emotions (1991). Columbia la laisse prendre plus de pouvoir sur sa musique, l'autorisant à changer de genre musical, de mélodie et de production. Carey travaille avec beaucoup de nouveaux musiciens et de producteurs ; Walter Afanasieff est le seul qui l'accompagne depuis le début. Emotions est influencé par les années 50, 60, 70, le gospel, le R&B et la soul. Si certains critiques le trouvent encore plus mature, il n'atteint pas le même succès que son premier album et se vend à moins d'exemplaires. Columbia décide de revenir au même genre que le premier album et produire des chansons plus commerciales. Leur plan est de rendre la voix de Carey moins puissante et de faire des chansons plus contemporaines. Carey et Afanasieff approuvent le changement et écrivent des chansons pour le troisième album, Music Box (1993).

## Enregistrement
Lors de la conception de Music Box, Carey à mélanger plusieurs genres musicaux notamment sur Dreamlover. La chanson est différente de tout ce qu'elle a enregistré sur ses précédents albums car elle se penche sur la pop et du R&B. Alors qu'elle cherche de nouveaux producteurs, elle s'approche de Dave Hall, déjà connu pour son travail sur l'album de Mary J. Blige, What's the 411? (1992). Carey voulait incorporer un échantillon d'une vieille chanson dans Dreamlover, la première chanson sur laquelle elle le fait. Le duo écoutent plusieurs pistes et choisissent Blind Alley, interprétée par The Emotions en 1972. Lors d'une interview pour Fred Bronson, elle décrit sa collaboration avec Hall :

« Je voulais quelque chose qui avait un sentiment heureux, quelque chose de plus ouvert, et ce n'est pas vraiment Dave. Il était très contre ce sujet. Il m'a dit : « Oh, tu veux faire cette chose joyeuse ? D'accord, d'accord ». Il n'était pas chaud pour le faire. Ensuite, nous avons commencé à écouter différentes chansons et nous avons utilisé Blind Alley puis j'ai commencé à fredonner la mélodie. »

Même si Carey a déjà entendu l'échantillon dans plusieurs autres chansons au fil des années, elle pense que l'utilisation de l'échantillon est d'une manière plus innovante. « Nous avons construit la chanson depuis ça et j'ai écrit les paroles et la mélodie puis Dave l'a terminé », dit-elle. Après avoir terminé la chanson, Hall complimente l'éthique de travail de Carey et sa manière d'écrire, la trouvant « perfectionniste » et « très professionnel ». Il explique qu'ils ont incorporé la mélodie et l'échantillon dans la chanson en une nuit. Le titre n'a pas été ajouté avant la fin de la production. Hall dit que Carey travaille d'une manière unique, elle développe d'abord l'instrumentation et la mélodie avant les paroles et le titre. Carey décrit sa conception :

« La façon dont je travaille est de créer une chanson sans nom. On amène la mélodie, qu'elle soit échantillonnée ou créée, et on s'en sert comme titre. J'écris d'abord les couplets ainsi que la mélodie et l'utilisation des instruments. Parfois, j'ai une idée pour les paroles. Si je collabore avec quelqu'un, je lui indique la direction dans laquelle je veux aller parce que j'ai toutes ces idées de mélodies et je risque de les perdre si je n'ai pas quelqu'un de vraiment bon au clavier avec moi. C'est pourquoi j'ai tendance à collaborer parce que je perds les idées au moment où je n'ai pas les accords. Toutes ces idées mélodiques viennent. »

Quand le fiancé de Carey, Tommy Mottola, vient écouter la chanson, il a des avis mitigés. Il s'approche de Walter Afanasieff et lui demande d'ajouter quelques instruments et du goût. Afanasieff change la production en modifiant l'échantillon qui était incorporé dans la chanson et en ajoutant des instruments. Il explique ses changements à Bronson :

« Mariah et Dave ont fait cette chose qui était nouvelle pour nous à l'époque. Leur version de Dreamlover manquait de beaucoup de choses. L'esprit de la chanson était là mais elle ne frappait pas vraiment. J'ai retravaillé les percussions, l'orgue et le clavier. L'orgue et la partie que j'ai modifiées balançaient un peu mieux et entraînaient plus. J'y ai posé une nouvelle teinte de couleurs. »

## Musique et paroles
Dreamlover est une chanson dance de tempo modéré avec des consonances pop et R&B. Selon la partition de Musicnotes.com, la chanson est composée dans la tonalité de Fa majeur et a une mesure en 4/4 avec un tempo modéré de 104 pulsations par minute. Elle suit la séquence Fa6, Sol mineur6, Fa6, Sol mineur6 comme progression d'accords. La chanson est écrite et produite par Carey et Hall, et retravaillée par Afanasieff qui change l'instrumentation. Dreamlover échantillonne la mélodie de Blind Alley par The Emotions. Cet échantillon est un pivot pour l'instrumentation et la production avant d'être mélangé avec le pont. Carey utilise la voix de sifflet avant d'entamer le premier couplet.
Dans sa critique, Jozen Cummings de PopMatters trouve la chanson « pure, comme de la pop légère ». Cummings pense que l'usage de l'orgue Hammond B3 donne « une ambiance vieux jeu » à Dreamlover tant elle s'harmonise avec le « refrain musical extrêmement prenant ». Cummings décrit le thème et les paroles :

« Les paroles sont une description, et un appel pour le mythique Dreamlover ; quelqu'un qui l'emmènerait, qui la 'sauverait'. Une chose à l'apparence duveteuse, pmour être sûre (et peut-être humiliée par certaines gens), mais sûrement l'un des rêves romantiques les plus simples : pour trouver la 'bonne' personne, celle qui vous fait sentir important, aimé, protégé. »

Cummings trouve que les premières paroles du second couplet « Don't want another pretender / To disillusion me one more time / Whispering words of forever / Playing with my mind » sont « un mélange intéressant d'innocence, d'un cynisme très fort et d'une mélancolie ». Wayne Robins de Newsday compare la voix à « un chant soul de Motown et Philly » et loue l'usage de l'orgue Hammond B3 par Afanasieff pour la façon dont « les riffs provoquent un joli contraste organique aux synthétiseurs qui dominent la chanson ».

## Accueil

### Critique
Dreamlover reçoit des critiques positives pour la plupart, qui complimentent la production, l'échantillonnage et la voix. En référence aux nombreuses critiques sur le chant de Carey et la surexpression de son plus haut registre, Cummings écrit : « Elle n'est jamais grossière dans l'utilisation de son instrument. Sur Dreamlover, notamment, elle garde un frein serré sur les acrobatiques ». Lors de sa critique de Butterfly, Rich Juzwiak de Slant Magazine loue l'incorporation du refrain de Blind Alley en disant que cela a été fait « aussi doux que possible ». Ron Wynn d'AllMusic trouve la chanson personnelle et intense. Il apprécie le style vocal de Carey sur l'album aussi bien que l'usage du refrain. David Browne d'Entertainment Weekly trouve que Carey chante doucement et que la baisse de volume est nocive pour la chanson, affirmant qu'elle « se perd ». Il trouve que l'échantillon est prenant mais trop familier. Tom Moon de The Philadelphia Inquirer trouve la chanson « irrésistiblement pétillante » tandis que J.D Considine de The Baltimore Sun trouve la mélodie « joviale, ». Roger Friedman de Fox News Channel trouve que Dreamlover et Vision of Love sont les meilleures chansons de Carey, les « tubes originaux ». Entertainment Weekly classe la chanson dans la liste The 100 Greatest Moments in Rock Music: The 90s ; elle est la première chanson de l'année 1993. Dreamlover reçoit un prix lors des Grammy Awards dans la catégorie Meilleure performance vocale pop féminine.

### Commercial
Dreamlover est le septième numéro un de Carey dans le Billboard Hot 100. Elle atteint au bout de sa sixième semaine d'exploitation et y reste pendant huit semaines (du 5 septembre au 30 octobre 1993). Elle remplace Can't Help Falling in Love de UB40 et est détrônée par I'd Do Anything for Love (But I Won't Do That) de Meat Loaf. Elle reste 26 semaines dans le top 40 et termine à la huitième place du classement annuel de 1993 et à la vingtième du classement décennal,. La chanson est certifiée disque de platine par la Recording Industry Association of America (RIAA) pour la vente d'un million d'exemplaires. Dreamlover entre à la douzième place du Billboard Pop Songs le 14 août 1993. Au Canada, Dreamlover devient le cinquième numéro un de Carey, entrant en soixantième position le 14 août 1993. Trois semaines plus tard, elle est numéro un et y reste six semaines pour un total de 21 semaines dans le hit-parade,. Dreamlover est en seconde position du classement annuel.
Dreamlover entre à la 41e place du hit-parade australien le 23 août 1993. Elle atteint finalement la septième place et reste 21 semaines dans le classement. La chanson est certifiée disque d'or par l'Australian Recording Industry Association (ARIA) pour la vente de 35 000 exemplaires,. En Nouvelle-Zélande, la chanson atteint la seconde position et passe seize semaines dans le hit-parade. Elle est certifiée disque d'or par la Recording Industry Association of New Zealand (RIANZ) pour la vente de 7 500 exemplaires,. Aux Pays-Bas, Dreamlover débute en 36e place le 28 août 1993. Après être montée en neuvième position, elle quitte le top 40 après treize semaines de présence. Elle termine au 69e rang du classement annuel. En Suisse, elle arrive treizième et passe seize semaines dans le hit-parade. Dans le UK Singles Chart, Dreamlover atteint sa meilleure position le 4 septembre 1993. Elle reste dix semaines dans le classement. La chanson s'est vendue à près de 190 000 exemplaires.

## Clip et remixes
Le clip de Dreamlover est réalisé par Diane Martel et filmé dans l'État de New York. Le clip nous montre Carey en train de nager dans un étang près d'une chute d'eau, s'envoler dans une montgolfière, et danser avec d'autres danseurs. Alors que le clip commence, Carey nage sous l'eau habillée. Ensuite, on la voit remonter vers un lit de fleurs. Alors qu'elle se roule dans la prairie, on la voit s'envoler dans une montgolfière. Son chien Jack la suit à travers le champ et dans l'eau. Après avoir dansé avec les danseurs, Carey s'en va avec son chien à la fin du clip. Après le tournage du clip, Carey dit que l'eau était si froide qu'elle y a refusé d'y entrer jusqsu'à ce que Martel plonge en premier. L'auteur Chris Nickson trouve que le clip capture la nature douce et relaxée de la chanson : « Le sentiment désinvolte, quasiment comme les films familiaux faits tous ensemble, capture la légèreté dénudée ». Le clip reçoit une forte rotation sur les chaînes musicales qui s'ajoutent au succès commercial de la chanson.
Dreamlover est la première chanson dans laquelle Carey donne plus de créativité dans les remixes. Elle choisit David Morales pour le Def Club Mix ; c'est le premier remix où Carey ré-enregistre la chanson. Une version de Dreamlover en direct, issue de l'émission Here Is Mariah Carey (1994) est disponible. La face B de Dreamlover (Do You Think of Me) est écrite et produite par Carey, Afanasieff, Cory Rooney et Mark Morales. Kelefa Sanneh de The New York Times complimente le remix en disant : « C'est une révélation : après un long break des percussions, il isole quelques ad-libs de Carey, sa voix ultra faussette fait plus froid dans le dos tous les effets sonores de Basement Jaxx combinés ».

## Interprétations scéniques

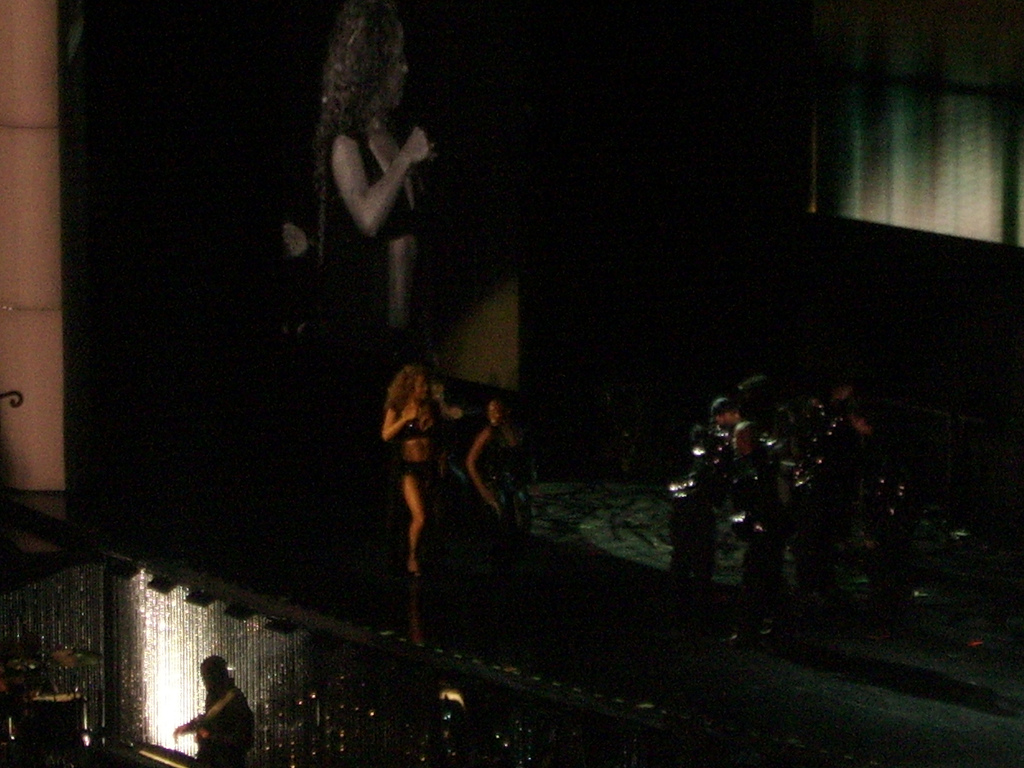
Carey interprétant Dreamlover lors de la tournée The Adventures of Mimi Tour (2006).

Carey interprète Dreamlover lors de plusieurs apparitions télévisuelles en Amérique du Nord et en Europe. Elle l'interprète avec Hero lors du The Arsenio Hall Show. Carey interprète la chanson lors de l'émission britannique Top of the Pops, l'émission néerlandaise Platendaagse et l'émission japonaise Music Fair. Pour la promotion de son septième album studio, Rainbow, Carey fait l'émission The Mariah Carey Homecoming Special, un mini concert filmé dans son ancienne université à Huntington. Elle est diffusée le 21 décembre 1999 et Dreamlover est une chanson d'ouverture. La chanson est reprise en 2003 lors de l'émission The Today Show pour la promotion de son album Charmbracelet, sorti en 2002.
À la suite de ses apparitions télévisées, Carey reprend la chanson dans la plupart de ses tournées. Lors du Daydream World Tour, elle chante devant un écran diffusant le clip. Lors des Music Box Tour et Butterfly World Tour, elle est la cinquième chanson du concert. Carey chante avec plusieurs danseuses qui imitent sa chorégraphie,. Carey fait une interprétation similaire lors du Rainbow World Tour mais avec des danseurs. Lors des Charmbracelet Tour et The Adventures of Mimi Tour, trois danseurs sont présents sur scène avec trois choristes derrière eux. Sur la deuxième tournée, Carey porte un bikini noir avec des chaussures Christian Louboutin. Elle mélange la chanson avec Juicy de The Notorious B.I.G.. Après la parution de son douzième album studio, Memoirs of an Imperfect Angel (2009), Carey embarque dans la tournée Angels Advocate Tour. Elle est la première tournée où elle n'interprète pas la chanson à chaque fois mais à quelques concerts.

## Versions officielles
| CD Maxi single autrichien 1. Dreamlover – 3:53 2. Dreamlover (Def Club Mix) – 10:43 3. Dreamlover (Eclipse Dub) – 4:52 Vinyl européen 1. Dreamlover – 3:53 2. Do You Think of Me – 4:46 CD Maxi single européen 1. Dreamlover – 3:53 2. Do You Think of Me – 4:46 3. Someday – 3:57 | CD single britannique 1. Dreamlover – 3:53 2. Do You Think of Me – 4:46 3. Someday – 3:57 CD Maxi single américain 1. Dreamlover (Album Version) – 3:53 2. Dreamlover (Def Club Mix) – 10:43 3. Dreamlover (Def Instrumental) – 6:20 4. Dreamlover (USA Love Dub) – 7:10 5. Dreamlover (Eclipse Dub) – 4:52 6. Dreamlover (Def Tribal Mix) – 6:41 |

## Crédits
Crédits issus de l'album Music Box.
Dreamlover a été enregistrée aux Right Track Studios à New York et mixée aux Sony Studios.
- Mariah Carey – auteur-compositeur-interprète
- Dave Hall – auteur-compositeur, synthétiseur
- Walter Afanasieff – auteur-compositeur, orgue
- Bob Ross – ingénieur
- Ren Klyce – programmation
- Mick Guzauski – mixage
- Bob Ludwig – mastering

## Classements et certifications
| Pays                                     | Position | Certification |
| ---------------------------------------- | -------- | ------------- |
| Allemagne                                | 39       | –             |
| Australie                                | 7        | Or            |
| Canada                                   | 1        | –             |
| France                                   | 49       | –             |
| Irlande                                  | 19       | –             |
| Nouvelle-Zélande                         | 2        | Or            |
| Pays-Bas                                 | 9        | –             |
| Royaume-Uni                              | 9        | –             |
| Suède                                    | 31       | –             |
| Suisse                                   | 13       | –             |
| États-Unis Billboard Hot 100             | 1        | Platine       |
| États-Unis Hot Adult Contemporary Tracks | 2        | Platine       |
| États-Unis Hot Dance Club Songs          | 1        | Platine       |
| États-Unis Hot R&B/Hip-Hop Songs         | 2        | Platine       |

| Pays       | Position | Année | Période   |
| ---------- | -------- | ----- | --------- |
| Australie  | 42       | 1993  | 1992-1993 |
| Canada     | 2        | 1993  | 1992-1993 |
| Pays-Bas   | 69       | 1993  | 1992-1993 |
| États-Unis | 8        | 1993  | 1992-1993 |

| Pays       | Position | Année | Période   |
| ---------- | -------- | ----- | --------- |
| États-Unis | 20       | 1999  | 1990-1999 |

## Compléments